# Brajići (Gornji Milanovac)
Pour les articles homonymes, voir Brajići.
Brajići (en serbe cyrillique : Брајићи) est un village de Serbie situé dans la municipalité de Gornji Milanovac, district de Moravica. Au recensement de 2011, il comptait 46 habitants.

## Démographie
| 1948 | 1953 | 1961 | 1971 | 1981 | 1991 | 2002 | 2011 |
| ---- | ---- | ---- | ---- | ---- | ---- | ---- | ---- |
| 287  | 262  | 264  | 202  | 154  | 100  | 65   | 46   |

|  |